# Embaixada do Brasil na Cidade do Kuwait
A Embaixada do Brasil em Cidade do Kuwait é a missão diplomática brasileira do Kuwait. A missão diplomática se encontra no endereço, West Mishref Block 1 Street 116 House 47, PO Box 39761 Nuzha 73058, Cidade do Kuwait, Kuwait.

## Histórico
A primeira Embaixada do Brasil no Kuwait foi criada em 1968, funcionando no início de forma cumulativa, no espaço físico da Embaixada no Egito. A partir de 1973, a cumulatividade foi transferida para Jeddah - Arábia Saudita. Dois anos depois, suprimiu-se a cumulatividade, elevando-se a representação no Kuwait à categoria de embaixada residente. No mesmo ano, o governo kuwaitiano instalou sua embaixada em Brasília.

## Jurisdição
A Embaixada Brasileira em Cidade do Kuaite tem jurisdição sobre os seguintes países:
- Kuaite
- Barém

## Embaixadores do Brasil no Kuaite
- Rodrigo d'Araujo Gabsch (2023 - Atualmente)
- Francisco Mauro Brasil de Holanda (2020 - 2023)
- Norton de Andrade Mello Rapesta (2016 - 2020)
- Antonio Carlos do Nascimento Pedro (2014 - 2016)
- Roberto Abdalla (2010 - 2013)
- Mário da Graça Roiter (2002 - 2010)
- Guy Mendes Pinheiro de Vasconcellos (1999 - 2001)
- Antônio Carlos Coelho da Rocha (1996 - 1999)
- Aderbal Costa (1991 - 1996)
- Sérgio Seabra de Noronha (1988 - 1990)
- Raymundo Nonnato Loyola de Castro (1983 - 1988)
- Paulo Henrique de Paranaguá (1975 - 1982)
- Murillo Gurgel Valente (1974 - 1974)